# 長谷川彰
長谷川 彰（はせがわ あきら、1937年5月 - ）は、日本の物理学者。前国立大学法人新潟大学学長。現新潟工科大学学長。専門は重い電子系のバンド計算。

## 略歴
- 1956年 新潟県立新発田高等学校卒業
- 1960年 新潟大学理学部卒業
- 1965年 東京大学大学院数物系研究科博士課程修了
- 1966年4月 東北大学助手
- 1980年1月 新潟大学教養部助教授
- 1985年10月 新潟大学教養部教授
- 1992年 「遍歴する重い電子系のフェルミ面の性質」の業績により第38回仁科記念賞を受賞。
- 1993年 第46回新潟日報文化賞
- 1994年4月 新潟大学理学部教授
- 1997年4月 新潟大学理学部長（〜2001年3月）
- 2002年2月 新潟大学長(第13代)
- 2004年4月 国立大学法人新潟大学学長（〜2008年1月）
- 2008年1月 新潟県文化振興財団理事長
- 2008年2月 新潟大学名誉教授
- 2008年4月 国立大学法人上越教育大学監事
- 2011年4月 新潟工科大学学長（〜2015年4月）
- 2018年4月 瑞宝重光章を受章[1]

## 著書
- 『固体物性論の基礎』J.M. ザイマン (著)山下 次郎 (翻訳), 長谷川 彰 (翻訳)